# Vijftienhonderdgemetenpolder
De Vijftienhonderdgemetenpolder is een polder op het Zeeuwse eiland Tholen.
Deze polder meet 666 hectare en is vermoedelijk in 1223, mogelijk al eerder, aangelegd waarbij een deel van de Striene werd ingedijkt. Op de dijk van deze polder ontstond in de eerste helft van de 13e eeuw de latere stad Tholen.
De polder is verschillende malen ondergelopen, zoals in 1530, 1570 en 1682. Ook tijdens de Watersnood van 1953 liep de polder gedeeltelijk onder.
In 1686 werd de Razernijpolder, een kleine polder in het zuidoosten van Tholen, aan het polderbestuur toegevoegd.